# Wytoka (Łódź)
Pour l’article homonyme, voir Wytoka.
Wytoka est une localité polonaise de la gmina d'Inowłódz, située dans le powiat de Tomaszów Mazowiecki en voïvodie de Łódź.